# Höktjärnen (Åsele socken, Lappland, 713802-158319)
Höktjärnen är en sjö i Åsele kommun i Lappland och ingår i Gideälvens huvudavrinningsområde. Sjön har en area på 0,0805 kvadratkilometer och ligger 334 meter över havet.

## Delavrinningsområde
Höktjärnen ingår i det delavrinningsområde (713292-158481) som SMHI kallar för Ovan Tunnersjöbäcken. Medelhöjden är 388 meter över havet och ytan är 60,03 kvadratkilometer. Räknas de 15 avrinningsområdena uppströms in blir den ackumulerade arean 308,06 kvadratkilometer. Avrinningsområdets utflöde Gideälven mynnar i havet. Avrinningsområdet består mestadels av skog (71 procent) och sankmarker (19 procent). Avrinningsområdet har 1,87 kvadratkilometer vattenytor vilket ger det en sjöprocent på 3,1 procent.